# Yao (llengua)
El yao és una llengua bantu que té aproximadament 1 milió de parlants a Malawi, mig milió a Tanzània i al voltant de 450.000 a Moçambic. Una franja de la zona de parla yao que s'estén per la frontera entre Moçambic i Tanzània està separada del llac Malawi per una àrea de parlants majoritaris de nyanja. També hi ha parlants a Zàmbia. A Malawi, el dialecte majoritari és el mangoche, principalment parlat al voltant del llac Malawi. A Moçambic, els dialectes majoritaris són el makale i el massaninga.
Aquesta llengua ha estat coneguda per molts altres noms, en anglès: chiyao, ciyao; però també en yao i altres dialectes: achawa, adsawa, adsoa, ajawa, ayawa, ayo, ayao, djao, haiao, hiao, hyao, jao, veiao i wajao.
Segons Lyndon Harrys hi ha moltes similituds amb la llengua mwera.
Com passa amb moltes altres llengües africanes, ha tingut històricament molt poc reconeixement oficial. L'obra literària feta a la regió yaoparlant ha estat feta en llengües com l'àrab, l'anglès, l'alemany o el portuguès.

## Fonètica i ortografia
Les consonants oclusives sordes són aspirades i les sonores no ho són, com succeeix a l'anglès. Hi ha cinc vocals 'pures': a, e, i, o, u, però poden haver variacions de quantitat vocàlica, essent les vocals llargues o breus. La llengua yao és mínimament tonal, com és comú entre les llengües bantus.
L'ortografia varia en cada un dels països on es parla i la taxa d'alfabetització és baixa. A Tanzània, la seva escriptura es basa en el suahili. A Malawi es basa en el chichewa amb els caràcters següents:
| Lletra:   | A | B | Ch | D | E   | G | I | J/Dy | K | L | Ly | M | N | Ng' | Ny | O   | P | S | T  | U | W | Ŵ | Y |
| Fonètica: | a | b | tʃ | d | e~ɛ | ɡ | i | dʒ   | k | l | ʎ  | m | n | ŋ   | ɲ  | ɔ~o | p | ʂ | tʰ | u | w | ʋ | j |

Es poden fer servir màcrons per a evitar l'ambigüitat deguda a la manca de representació de la quantitat vocàlica.

## Gramàtica
El yao és una llengua SVO. Com totes les llengües bantus, és aglutinant, amb un paradigma d'inflexió verbal molt regular i substantius de diferents classes indicades per prefixos que corresponen parcialment a categories d'objectes i persones. A cada classe se li associa una característica, utilitzada en la formació dels pronoms, i enllaços d'acord, prefixos situats abans de verbs governats pels substantius de cada classe, i adjectius que el descriuen.

### Classes de substantius
| Classe | Prefix                | Característica de la classe | Ús                                                                         |
| ------ | --------------------- | --------------------------- | -------------------------------------------------------------------------- |
| 1      | m-, mu-, mw-          | ju                          | persona singular                                                           |
| 2      | ŵa-, a-, acha-, achi- | ŵa                          | persona plural                                                             |
| 3      | m-, mu-, mw-          | u                           | éssers vius singular                                                       |
| 4      | mi-                   | ji                          | éssers vius plural                                                         |
| 5      | li-, ly-              | li                          | miscel·lanis singular                                                      |
| 6      | ma-                   | ga                          | plurals de la classe 5                                                     |
| 7      | chi-, ch'-            | chi                         | miscel·lanis singular                                                      |
| 8      | i-, y-                | i                           | plurals de la classe 7                                                     |
| 9      | n-, ny-, mb-, (nw-)   | ji                          | miscel·lanis singular                                                      |
| 10     | n-, ny-, mb-, (nw-)   | si                          | plurals de la classe 9                                                     |
| 11     | lu-                   | lu                          | singulars de la classe 10 (com 9)                                          |
| 12     | tu-                   | tu                          | plurals de la classe 13                                                    |
| 13     | ka-                   | ka                          | diminutius singulars                                                       |
| 14     | u-                    | u                           | abstractes i col·lectius, no plural; també alguns singulars de la classe 6 |
| 15a    | ku, kw-               | ku                          | infinitives                                                                |
| 15b    | (ku-, kwa-)           | ku                          | locatiu (cap a)                                                            |
| 16     | (pa-)                 | pa                          | locatiu (a)                                                                |
| 17     | (mu-, mwa-)           | mu                          | locatiu (en el interior de)                                                |

Els enllaços d'acord corresponents són idèntics al prefix nominal excepte a les classes 1 i 2, que tenen els enllaços d'acord 'mb-' i 'a-' respectivament. La convenció d'incloure les classes 15b, 16 i 17 deriva del sistema tradicional bantu, els prefixos del qual són realment més preposicionals o determinants del cas.

### Formes verbals
Les formes personals es mostren tot seguit, i les informals entre parèntesis:
| Prefixos de formes personals | Pronoms equivalents catalans |
| ---------------------------- | ---------------------------- |
| n-, ni-                      | jo                           |
| (u-)                         | tu                           |
| a-                           | el, ella, (lo)               |
| tu-                          | nosaltres                    |
| m-, mu-, mw-                 | vosaltres                    |
| ŵa-, a-                      | ells, elles (ell, tu)        |

Hi ha formes verbals afirmatives i negatives, cada una amb aproximadament les següents divisions:

#### Indicatiu
Com a moltes de les llengües bantus, es caracteritza per acabar en 'a'. Es distingeixen el present, futur pròxim, present perfecte, passat i el pretèrit perfecte (aquest és irregular).

#### Subjuntiu
Similar a l'indicatiu, però en comptes de la final 'a', té una final 'e'. Es pot fer servir per un imperatiu de cortesia i s'associa generalment amb les proposicions subordinades.

#### Imperatiu
Per a formar l'imperatiu directe (per a ordres menys corteses), es pot fer servir l'arrel del verb, se li pot afegir el prefix 'n' a l'indicatiu, o els sufixes continuadors '-ga' o '-je'.

### Pronoms
Els pronoms personals fan referència solament a les classes 1 i 2. Els altres pronoms es formen amb els enllaços de classe. Aquests pronoms són absoluts, és a dir que no van amb el conjunt de l'oració: les formes nominatives, acusatives i preposicionals requereixen afixos. La pronom de tercera persona depèn de la classe, com s'ha explicat abans.
| Pronoms absoluts | Equivalents catalans |
| ---------------- | -------------------- |
| une              | jo                   |
| (ugwe)           | tu                   |
| uwe              | nosaltres            |
| umwe             | vosaltres            |

Aquestes formes es poden combinar, segons l'elisió de la vocal en les llengües bantus, amb prefixos com 'na' (amb, i).
També hi ha alguns demostratius, la majoria per triples ('aquest', 'aqueix', 'aquell'), és a dir que fa servir la triple dixi.

## Paraules i frases
(En l'ortografia del Nou Testament de 1952.)
- achatati wetu - els nostres ancestres;
- atati - pare;
- chakulya - menjar;
- chilambo - terra;
- chilo - a la nit;
- chisima - pou';
- chitabu - llibre;
- ipagwa - generació;
- jwali jose - qui sigui;
- jwatumile- (ell) envià;
- ku musa wa Daudi - a la ciutat de David;
- kukocha - per cremar;
- kungopoka lyuwa - a l'Est;
- ...kwapi ? - On ... ?;
- kwipululu - als llocs no habitats;
- lelo - avui;
- lilowe lyenu - la teva paraula;
- lina lyakwe ne Yohana - el seu nom és Joan;
- lina - nom;
- litala - camí;
- maganga'ga - aquestes pedres;
- majoka - serps;
- masengo - accions;
- matumbi - muntanyes;
- matiwi - valls;
- mchipi - foscor;
- meso - cara, ulls;
- mgunda wa lwasi - terra de sang;
- miasi - sang;
- miesi jitatu - tres mesos;
- mkono - braç dret;
- nyumba - casa;
- mnyumba - a la casa;
- moto - foc;
- mtima - cor;
- mumtima - al cor;
- mwiganga - contra la pedra;
- ndondwa - estel;
- ng'onde - bestiar;
- ngutuma - Estic enviant;
- pasi - sota;
- tutumbi - turo(ns);
- wandu wose - tota la gent;
- waweni - (ell) va veure.